# Naky Soto
Naibet Nakarina Soto Parra (16 de marzo de 1973) es una escritora venezolana. Ha trabajado en la ONG Liderazgo y Visión y tiene un diario online sobre actualidad en Venezuela, el blog Zaperoqueando. En 2020 fue galardonada con el Premio Sophie Scholl por la embajada de Alemania en Venezuela.

## Biografía
Naky es industrióloga egresada de la Universidad Católica Andrés Bello, ha trabajado en la ONG Liderazgo y Visión y tiene un diario online sobre actualidad en Venezuela, el blog Zaperoqueando. Ha conducido y creado programas en varias plataformas de Internet. En uno de sus primeros proyectos, “Hangouts políticos“, usaba Google Hangouts para explicar la crisis en Venezuela junto con su esposo, donde la audiencia participaba enviando comentarios y preguntas.
El 11 de marzo de 2019 Naky denunció el allanamiento de su residencia y la detención de su esposo por funcionarios del Servicio Bolivariano de Inteligencia Nacional (SEBIN).Naky presionó por la liberación de Luis Carlos e hizo un llamado a la Comisión de Derechos Humanos de las Naciones Unidas en Caracas para conocer sobre su bienestar. Luis Carlos fue liberado la noche siguiente con medidas cautelares.
En 2019 la editorial de la Universidad Católica Andrés Bello publicó del libro El costurero de lata, una recopilación de crónicas de Naky. En 2020 fue galardonada con el Premio Sophie Scholl por la embajada de Alemania en Venezuela, un premio que "busca reconocer y acompañar a instituciones o personas que, a través de su compromiso y labores, contribuyan al fortalecimiento de la democracia y de los valores que la sostienen", junto con Luis Carlos Díaz. Ha sido colaboradora de distintos medios y conductora del canal de YouTube NakyLuisCarlos, conduciendo el programa "En serio".

## Obras
- El costurero de lata (2019)
- Venezuela en pandemia (2020, UCAB) (coautora, Infodemia: cuando el Gobierno miente)[11]

## Vida personal
Naky Soto está casada con el periodista y ciberactivista Luis Carlos Díaz.